# Theraps intermedius
Theraps intermedius és una espècie de peix pertanyent a la família dels cíclids i a l'ordre dels perciformes.

## Descripció
Fa 20 cm de llargària màxima. Cap més alt que llarg. Perfil corbat. Aleta caudal subtruncada. Mandíbules similars en el seu extrem anterior i sense arribar a la vora inferior dels ulls, els quals són propers al clatell. Dents còniques, destacant per la seua grandària les frontals (en els adults, les del parell central són més grans que les altres). En vida presenta un cos lleugerament de color groc verdós i amb el ventre blanquinós. Presència d'una banda ampla i de color negre que s'estén des de l'opercle fins a poc més de la meitat del cos (just per sobre de la primera espina anal) per unir-se a una franja vertical, ampla i negrosa, que puja fins a la darrera i més gran espina de l'aleta dorsal (les escates d'aquestes bandes mostren una línia vertical de color negre). En l'etapa reproductiva presenta la taca de la base del peduncle caudal intensament fosca i envoltada de punts de color blau metàl·lic, en les aletes imparells (dorsal, anal i caudal) s'observen ocels o taques de vegades blavosos o blanquinosos, i a les galtes són evidents molts punts foscos.

## Reproducció
Té lloc entre el març i el maig, però és molt probable que s'estengui fins a l'estació de les pluges encara que en menor proporció. Construeix nius en diversos substrats (cavitats de troncs; sobre fons de sorra, grava o roques, etc.), els quals són generalment circulars però també poden ésser com una cova, plans o lleugerament còncaus. Els ous són ovalats.

## Alimentació
Consumeix un ampli espectre d'aliments d'origen vegetal i animal: fulles, fruits, llavors, mol·luscs, insectes, etc.

## Paràsits
Els seus paràsits més freqüents són Posthodiplostomum, Rhabdochona, Crassicutis, Homalometron, Ascocotyle, Cotylurus, Uvulifer i Neoechinorhynchus.

## Hàbitat i distribució geogràfica
És un peix d'aigua dolça, bentopelàgic i de clima tropical (26 °C-30 °C), el qual viu a l'Amèrica Central: és una espècie comuna, abundant i freqüent de les zones de vegetació aquàtica i riberenca de les conques dels rius Usumacinta i Grijalva a Belize i el vessant atlàntic de Mèxic (Chiapas i Tabasco) i Guatemala.

## Observacions
És inofensiu per als humans, una espècie sensible per la seua tendència a ocupar hàbitats amb escassa degradació ecològica, el seu índex de vulnerabilitat és baix (14 de 100), forma grups petits (entre 10 i 30 individus) a prop de grans formacions rocalloses i les seues principals amenaces són les aigües residuals dels assentaments humans, la desforestació de les riberes de rius i rierols, el deteriorament del seu hàbitat en general, la introducció d'espècies exòtiques i la pesca artesanal sense cap mena de control.